# Àtropos
Àtropos (en grec antic Ἄτροπος 'Atropos') va ser una de les Moires, filles de Nix, la Nit, segons Hesíode, encara que altres genealogies les fan filles de Zeus i de Temis i, per tant, germanes de les Hores. Àtropos és l'encarregada de tallar els fils de la vida amb les seves tisores d'or.